# Robert Zickert
Robert Zickert (* 23. März 1990 in Falkenberg) ist ein ehemaliger deutscher Fußballspieler.

## Karriere
Zickert begann seine Karriere beim ESV Lok Falkenberg und schloss sich 2003 der D-Jugend von Energie Cottbus an. Nachdem er in Cottbus von der D-Jugend bis zur A-Jugend sämtliche Jahrgangsstufen durchlaufen hatte, wurde er im November 2008 zur Reserve von Energie befördert.
Mit den Cottbussern gab Zickert am 22. November 2008 bei der 1:8-Niederlage gegen die zweite Mannschaft von Hansa Rostock sein Debüt in der Regionalliga Nord. In seiner Zeit bei Energie Cottbus absolvierte er 54 Spiele und erzielte dabei acht Tore. Am 10. Juni 2011 wechselte er zum FC Carl Zeiss Jena, für den er am 23. Juli 2011 beim Thüringenderby gegen den FC Rot-Weiß Erfurt sein Profi-Debüt in der 3. Liga gab. Am 21. Januar 2013 wurde der Vertrag mit dem FC Carl Zeiss Jena im beidseitigen Einvernehmen aufgelöst.
Zickert schloss sich Ende Januar 2013 dem SSV Markranstädt an. In der Saison 2014/15 qualifizierte er sich mit Markranstädt als Oberligadritter für die Aufstiegsspiele zur Regionalliga Nordost. Nach dem Scheitern wechselte er zum 1. FC Lokomotive Leipzig, mit dem er 2020 Meister der Regionalliga Nordost wurde. Nachdem er mit seinem Verein in den Aufstiegsspielen zur 3. Liga 2020 am SC Verl gescheitert war, wechselte er im Sommer 2020 zum Ligakonkurrenten Chemnitzer FC. Für die Chemnitzer bestritt er insgesamt 119 Ligaspiele, 16 Landespokalspiele und 1 DFB-Pokalspiel. Zudem gewann er mit den Himmelblauen 2022 den Sächsischen Landespokal. Im August 2025 beendete Zickert seine Spielerkarriere.

## Erfolge
- Regionalliga Nordost-Meister: 2019/20
- Thüringenpokal-Sieger: 2011/12
- Sachsenpokal-Sieger: 2021/22